# João Costa
João Miguel Marques da Costa (ur. 4 listopada 1972 w Lizbonie) – portugalski językoznawca, nauczyciel akademicki i polityk, sekretarz stanu, w latach 2022–2024 minister edukacji.

## Życiorys
Absolwent lingwistyki na Uniwersytecie Lizbońskim. Doktoryzował się w tej samej dziedzinie na Uniwersytecie w Lejdzie. Jako nauczyciel akademicki związany z Universidade Nova de Lisboa, na którym doszedł do stanowiska profesora. Od 2012 do 2015 kierował na tej uczelni wydziałem nauk społecznych i humanistycznych. Wykładał też na uczelniach m.in. w Brazylii, Holandii i Włoszech. W pracy badawczej zajął się w szczególności zagadnieniami z zakresu akwizycji i rozwoju języka oraz językoznawstwa edukacyjnego. Pełnił funkcje prezesa towarzystwa językoznawczego Associação Portuguesa de Linguística oraz przewodniczącego rady naukowej rządowej fundacji Fundação para a Ciência e Tecnologia.
W 2015 i 2019 powoływany na sekretarza stanu w ministerstwie edukacji w pierwszym i drugim rządzie Antónia Costy. W 2021 z ramienia Partii Socjalistycznej wybrany na radnego miejscowości Palmela. W marcu 2022 objął funkcję ministra edukacji w trzecim rządzie Antónia Costy. Urząd ten sprawował do kwietnia 2024.